# Lepidophyma chicoasensis
Lepidophyma chicoasensis (сумідерська тропічна нічна ящірка) — вид сцинкоподібних ящірок родини нічних ящірок (Xantusiidae). Ендемік Мексики. 

## Поширення і екологія
Сумідерські тропічні нічні ящірки відомі з типової місцевості, розташованої в каньойні Сумідеро в штаті Чіапас, на висоті 600 м над рівнем моря. Вони живуть в тропічних листяних лісах, серед каміння і повалених дерев, віддають перевагу тінистим ділянкам.